# Avvelenamento da salicilati
L'avvelenamento da salicilati  è una condizione clinica caratterizzata dall'assunzione acuta o cronica di salicilati.

## Definizione e uso degli salicilati
Sono farmaci derivati dell'acido salicilico; sono: l'acido acetilsalicilico, l'acetilsalicilato di lisina, il diflunisal. Sono impiegati per i loro effetti analgesici, antipiretici e antinfiammatori, per alleviare un dolore di lieve e media entità e di qualsiasi origine. Sono anche impiegati nei reumatismi degenerativi, nella febbre reumatica, nei reumatismi connettivali.

## Assorbimento
Tramite analisi appropriate (test del cloruro ferrico) si riesce oltre alla relativa diagnosi a comprendere anche la gravità dell'intossicazione. Per essere di fronte ad un'intossicazione il valore deve essere superiore a 2,2 mmnol/l 

## Sintomatologia
Il manifestarsi dei sintomi cambia a seconda del tempo trascorso dall'assunzione, il trattamento deve essere effettuato al manifestarsi dei primi sintomi, con il passare del tempo le condizioni del paziente peggiorano portando anche ad eventi di infarto miocardico acuto.

### Iniziale
Sintomi immediati: nausea, vomito, letargia, confusione, tachicardia, tinnito.

### Tardiva
Sintomi e segni clinici successivi: acidosi metabolica, insufficienza renale, coma, convulsioni, arrivando anche al collasso cardiocircolatorio e alla morte del soggetto.

## Terapia delle intossicazioni
Induzione del vomito e lavanda gastrica per le intossicazioni immediate, tempo massimo di attesa dall'evento di 24 ore. Da valutare la diuresi alcalina forzata che può essere d'aiuto. In presenza di convulsioni si effettua la somministrazione di farmaci quali il fenobarbital e il diazepam. La terapia alternativa è l'uso di emodialisi.